# Bammental
Bammental település Németországban, azon belül Baden-Württembergben. Lakosainak száma 6594 fő (2023. december 31.).

## Népesség
A település népessége az elmúlt években az alábbi módon változott:
| Lakosok száma | 5121 | 6545 | 6561 | 6595 | 6594 | 6594 |
|               | 1975 | 2017 | 2019 | 2021 | 2022 | 2023 |